# Pseudoschmidtia incisa
Pseudoschmidtia incisa är en insektsart som beskrevs av Marius Descamps 1964. Pseudoschmidtia incisa ingår i släktet Pseudoschmidtia och familjen Euschmidtiidae. Inga underarter finns listade i Catalogue of Life.